# لوري إس. فولتون
لوري إس. فولتون (بالإنجليزية: Laurie S. Fulton)‏ هي محامية ودبلوماسية أمريكية، ولدت في 2 يوليو 1949 في سو فولز في الولايات المتحدة.